# Kołaki Kościelne (village)
Pour les articles homonymes, voir Kołaki Kościelne.
Kołaki Kościelne est un village polonais de la voïvodie de Podlachie et du powiat de Zambrów. Il est le siège de la gmina de Kołaki Kościelne.